# Конощенко Володимир Федорович
Коно́щенко Володи́мир Фе́дорович (25 жовтня 1934, Самійлівка, Близнюківський район, Харківська область — 1 жовтня 2001, Київ) — український хоровий диригент, композитор, педагог, музично-громадський діяч. Заслужений працівник культури України (1994 р.). Автор музики на пісню «Ой на горі два дубки».

## Життєпис
Народився 25 жовтня 1934 року в Самійлівка Близнюківського району на Харківщині в співочій селянській родині. Дитячі роки та перші кроки в музиці минули на Дніпропетровщині.
Хлопець успішно закінчив Перещепинську середню та музичну школи, згодом став студентом Дніпропетровського музичного училища. Після служби в Радянській армії в 1961 р. вступив на диригентсько-хоровий факультет Київської консерваторії на клас педагогині Лії Шпренгель. Студентом керував мандрівним хором київських студентів «Жайворонок». Закінчив навчальний заклад у 1966 році.
З отриманням диплому, молодого диригента запросили керувати Черкаським хором. У 1968—1971 рр. був директором Черкаського обласного будинку народної творчості. А в 1971—1975 рр. — директором Черкаського музичного училища.
У 1975 році Володимир Конощенко разом із дружиною Лілією та маленьким сином Тарасом переїхали до Броварів на Київщині. Родина жила на вул. Ярослава Мудрого.
Викладав у броварських музичних школах, керував хором Броварського будинку культури. У 1975—1976 рр. був директором студії хору імені Георгія Верьовки у Києві, водночас викладаючи в Київському музичному училищі. Також створив студентський хор в Українській сільськогосподарської академії, де в 1982—1986 рр. був керівником ансамблю пісні і танцю «Колос». У 1986 зі звичайними любителями української пісні заснував і протягом 17-ти років керував хором «Джерело» птахофабрики «Київська», який за цей час здобув звання народного.
Помер 1 жовтня 2001 року в Києві, похований на Лісовому кладовищі.

## Творчість
Володимир Конощенко написав сотні авторських пісень, а також створив понад десяток оброблень народних українських пісень. Свої пісні він писав на текти відомих поетів-сучасників (Василя Юхимовича, Дмитра Луценка, Бориса Олійника, Петра Власюка, Олександра Богачука, Миколи Невмитого, Ганни Чубач, Лади Реви, Миколи Томенка, Леоніда Федорука, Володимира Олефіренка, Наталки Поклад, Володимира Морданя) і класиків української літератури (Тараса Шевченка, Лесі Українки, Степана Руданського, Григорія Чупринки, Івана Франка).
Композитор випустив дві збірки своїх пісень: «На щастя, на добро» (1995 р.) та «Від серця до серця» (2001 р.).
Серед найвідоміших пісень: «Ой на горі два дубки», «1941», «Батькові», «Бо у мене є Андрій», «Заспівай мені, мамо»,  «На коня», «Не кричіть, журавлі!», «Одна гора у тумані», «Спасибі вам, мамо!», «Українська земле», «Побажання Україні», «Зоря України», «Україна є!», «Земле рідна моя», «Рідні мої Броварі», «Красилівка — красне село», «Навіки з нами Тарас», «Уклін вам, люди», «Українські матері», «Подаруй мені зорю», «Напувай коня, козаче», «Над криницею щастя».
Мелодія пісні «Рідні мої Броварі» на слова Василя Воловика стала позивними броварського радіо.

## Відзнаки
У 1994 році отримав почесне звання і державну нагороду України — заслужений працівник культури України.

## Вшанування пам'яті
6 березня 2003 року на честь Володимира Конощенка названа нова вулиця в місцевості Торгмаш у Броварах.

## Особисте життя
Родина:
- дружина — Лілія Григорівна Конощенко, педагогиня[3];
- син — Тарас Конощенко, оперний співак, артист-виконавець;
- прадід — Андрій Конощенко, фольклорист-музикознавець, письменник, громадсько-політичний діяч.